# Teracotona alicia
Teracotona alicia là một loài bướm đêm thuộc phân họ Arctiinae, họ Erebidae.